# Fea Nera
La Fea Nera è un monte delle Alpi Cozie alta 2.946 m s.l.m.. Si trova lungo la dorsale tra la Val Chisone e la Valle di Massello.

## Toponimo
Il nome della montagna in piemontese significa pecora nera. Esso deriverebbe però da una errata interpretazione di un preesistente nome occitano, Fiounìëro, che si riferisce all'abbondanza sulle sue pendici del fioun, il trifoglio alpino.

## Descrizione

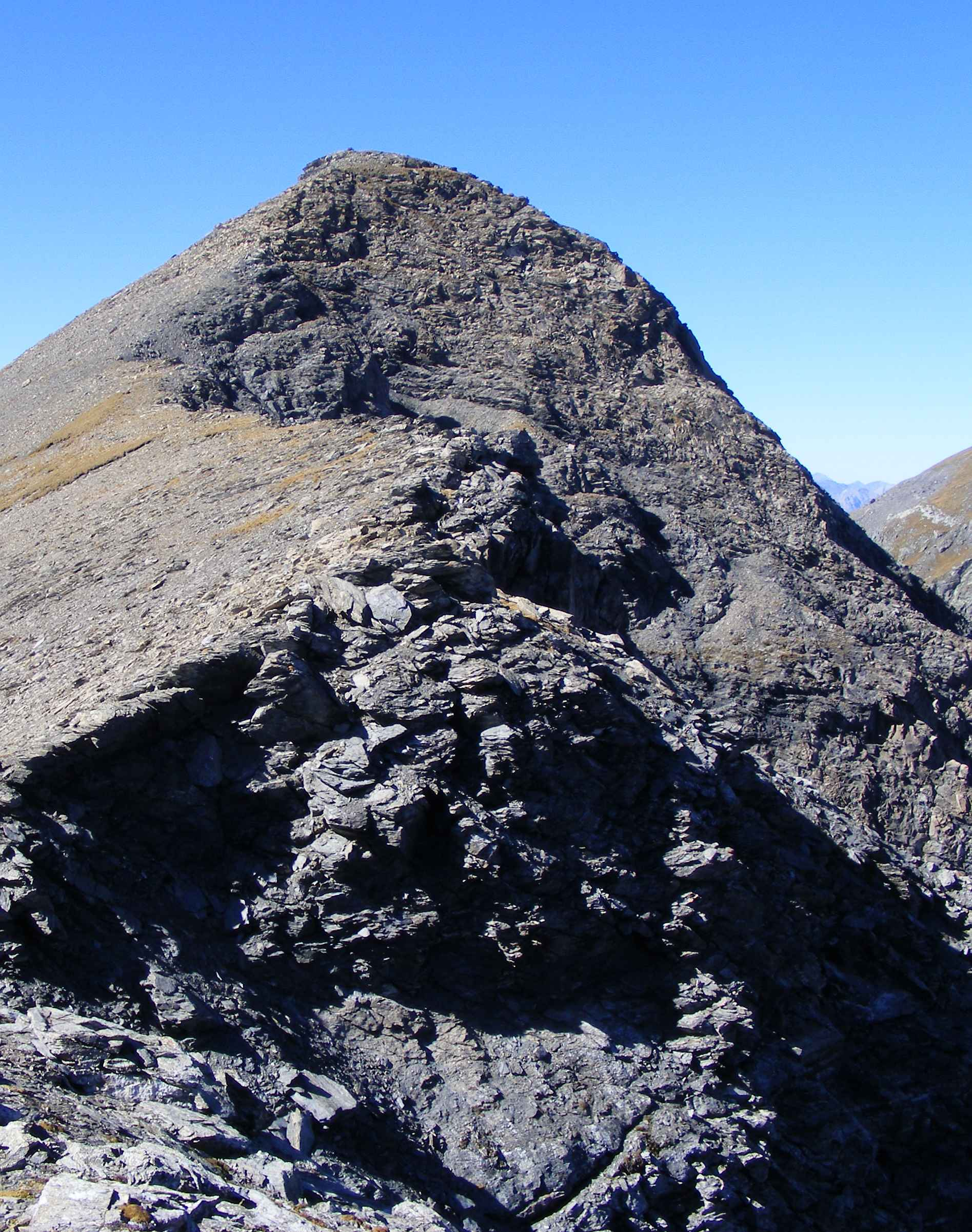
L'aspra parete orientale

La Fea Nera si colloca a sud-est del Colle dell'Albergian (2.708 m) ed è separata dal Bric Rosso da un intaglio quotato 2.862 m s.l.m. Il versante sud-occidentale dalla montagna, rivolto verso il vallone di Massello, è di natura principalmente detritica; quello esposto a nord-est verso la Val Chisone è invece più ripido e roccioso, a tratti strapiombante.
Sul punto culminante, dove sorge un tozzo ometto, si trova il punto geodetico trigonometrico dell'IGM denominato Fea Nera (067039).

## Accesso alla vetta
La via normale per l'accesso alla vetta - che presenta difficoltà valutata in E - è quella che sale dal colle dell'Albergian, il quale può essere a sua volta raggiunto per sentiero da Laux (frazione di Usseaux) o dalla Balsiglia (vallone di Massello). Dalla cima della montagna transita la via normale per la salita al vicino Bric Rosso.

## Cartografia
- Cartografia ufficiale italiana dell'Istituto Geografico Militare (IGM) in scala 1:25.000 e 1:100.000, consultabile on line
- 1 - Valli di Susa, Chisone e Germanasca, scala 1:50.000, ed. IGC - Istituto Geografico Centrale